# Queux de Saint-Hilaire (Stradivarius)
Le Stradivarius Queux de Saint-Hilaire est un violon probablement fabriqué en 1692 par le luthier de Crémone Antonio Stradivari. Il a été joué par le soliste français Pierre Amoyal. Son nom fait référence à l'un de ses propriétaires amateur de musique et collectionneur d'instruments de musique, le Marquis Queux de Saint-Hilaire. L'instrument appartient à la collection du Musée de la musique de Paris.

## Description

### Authenticité
Le Stradivarius Queux de Saint-Hilaire a été fabriqué par le luthier crémonais Antonio Stradivari aux alentours de 1692,.
L'étiquette du Stradivarius Queux de Saint-Hilaire mentionne l'année de fabrication, le nom latinisé du luthier Antonio Stradivari ainsi que le monogramme « A. + S. »,.

« Antonio Stradivarius Cremonensis, faciebat anno 1669, A. + S. »

— Inscription sur l'étiquette du Stradivarius Queux de Saint-Hilaire
Jean-Philippe Échard indique que le cas du Queux de Saint-Hilaire est représentatif des difficultés d'authentification de certains Stradivarius. Plusieurs éléments sont en effet typiques du luthier crémonais, comme le choix du bois (érable) et la facture générale de l'instrument ou des filets. Ces caractéristiques permettent aux spécialistes d'attribuer le Queux de Saint-Hilaire à Antonio Stradivari.
Toutefois, la mention de l'année 1669 sur l'étiquette à l'intérieure du violon est hautement douteuse et fait penser aux experts qu'elle n'est pas authentique. De plus, le spécialiste Antoine Vidal publie dans un ouvrage en 1889 une notice sur le Queux de Saint-Hilaire dans laquelle il présente une photographie d'une étiquette encore différente : celle-ci mentionne une date de fabrication en 1699.
Pour Jean-Philippe Échard, le type du Stradivarius, un longuet, permet de situer la fabrication de l'instrument dans la décennie 1690. C'est en effet à cette période que le luthier crémonais avait adopté cette forme typique de violon. En revanche, l'expert précise que 1699 est probablement une date trop tardive, Antonio Stradivari ayant finalement abandonné les longuets peu avant 1700. Par ailleurs, des analyses dendrologiques ont montré que le bois de l'instrument datait vraisemblablement de ces dernières années du siècle, excluant une fabrication en 1669. Au final, la plupart des experts s'accordent sur une fabrication au début des années 1690, probablement en 1692.
Le Stradivarius est appelé « Queux de Saint-Hilaire » en référence à son propriétaire, le collectionneur d'instruments Marquis Queux de Saint-Hilaire.

### Caractéristiques
Le Stradivarius Queux de Saint-Hilaire est un longuet, une violon de forme allongée et étroite, un modèle courant de la première période d'Antonio Stradivari,,.
Au total, le Stradivarius Queux de Saint-Hilaire mesure 59,7 centimètres de long,. Les largeurs maximales du violon sont d'environ 20,2 et 16,1 centimètres dans les parties larges de la caisse, au premier tiers (au niveau du cordier) et dernier tiers (vers la touche),,. La largeur minimale du second tiers (au niveau du chevalet) est d'environ 11 centimètres,,,.
Le fond de l'instrument est constitué de deux pièces d'érable, d'épicéa ou de sapin ondé,. Il mesure environ 36,4 centimètres,.
Les éclisses sont faites dans en érable ondé,.
Le chevillier est également en érable mais dont les ondes sont plus resserrées, indiquant que ce n'est pas le même arbre qui a servi. Jean-Philippe Échard mentionne que la sculpture du chevillier est typique des fabrications d'Antonio Stradivari avant 1670. L'auteur suggère ainsi que le chevillier actuel provient d'un autre Stradivarius et aurait été monté lors d'un changement de manche.
Le cordier, le bouton, la touche et le sillet sont ébène. Les chevilles sont en palissandre et ornées d'un bouton doré.
Le vernis du Queux de Saint-Hilaire est de couleur brune claire.
Des restes de cire sont présents sur la partie haute du fond et la volute. Elles proviennent vraisemblablement du sceau du Marquis de Saint-Hilaire, marquant l'appartenance du violon à sa collection personnelle.

## Copie
Certains spécialistes indiquent que le Queux de Saint-Hilaire pourrait avoir servi de modèle au luthier écossais Matthew Hardie pour la fabrication d'un violon de type ancien en 1803.

## Histoire
Selon Jean-Philippe Échard, l'hypothèse que le Queux de Saint-Hilaire aurait servi de modèle à Matthew Hardie laisserait penser que le Stradivarius appartenait au violoniste Paul Alday au début du 19e siècle.
La première trace attestée du Stradivarius Queux de Saint-Hilaire date de 1878, lorsque le Marquis Queux de Saint-Hilaire prête l'instrument au Conservatoire de Paris pour une exposition. Par la suite, le violon reste en prêt dans l'institution jusqu'à la mort de son propriétaire en 1890,.
En 1890, le Stradivarius est légué part le marquis au Conservatoire de Paris et est conservé dans les collections de l'institution depuis (désormais Musée de la musique, Cité de la musique),.
Il a été prêté au soliste français Pierre Amoyal pour un enregistrement en 1977.

## Propriétaires
Les propriétaires et musiciens attestés sont les suivants,, :
| Propriétaire                                    | Depuis | Jusqu'en | En   |
| ----------------------------------------------- | ------ | -------- | ---- |
| Marquis Queux de Saint-Hilaire                  |        | 1890     | 1878 |
| Musée de la musique (Cité de la musique, Paris) | 1890   | Actuel   |      |